# Orthanc (Software)
Orthanc, ist ein leichtgewichtiger Open Source DICOM Server für das Gesundheitswesen und die medizinische Forschung. Mit einer REST-Schnittstelle. 

## Allgemeines
Ziel von Orthanc ist die Bereitstellung eines einfachen, aber leistungsstarken eigenständigen DICOM-Servers. Orthanc wurde 2011 von Sébastien Jodogne, während seiner Tätigkeit am Centre hospitalier universitaire de Liège, programmiert.

## Verbreitung/Anwendungsgebiete
Es soll die DICOM-Abläufe in Krankenhäusern verbessern und die Forschung zur automatisierten Analyse medizinischer Bilder unterstützen. Es kann als Mini-PACS-System angesehen werden, da es jeden PC mit Linux oder Windows zu einem Bildarchiv machen kann und in der Standardinstallation keine komplexe Datenbank installiert wird. Das Besondere an Orthanc ist die Tatsache, dass es eine RESTful-API bereitstellt und per Python Skripte bedient werden können.

## Backend/Plugins
Orthanc verfügt über einen Plugin-Mechanismus zum Hinzufügen neuer Module, der die Kernfunktionen seiner REST-API erweitert. Ein Web Viewer, als Standard wird SQLite installiert, es kann aber auf PostgreSQL- oder eine MySQL-Datenbank gewechselt werden.

## Auszeichnungen
- Award for the Advancement of Free Software[9]
- eHealth Agoria Award 2015[10]